# Classe SC-497
La classe SC-497 est une classe de navires de lutte anti-sous-marine dit Chasseur de sous-marin (Submarine Chaser) construite entre 1941 et 1944 principalement pour l'US Navy.

## Histoire
438 unités ont été réalisées d'après le modèle expérimental SC-453 .
Dans le cadre du programme de Prêt-Bail édicté par le président Franklin Delano Roosevelt, 142 unités ont été transférées dans différents pays de la flotte alliée : 78 pour l'Union soviétique, 50 pour la France, 8 pour le Brésil et 3 pour la Norvège et le Mexique.
Les trois offerts aux forces norvégiennes en 1943 ont transféré des hommes et des fournitures depuis l'Écosse pour la Résistance en Norvège au sein d'une unité spéciale surnommée le Shetland Bus. Un d'entre eux transformer en navire musée est l'unique survivant.

## Service

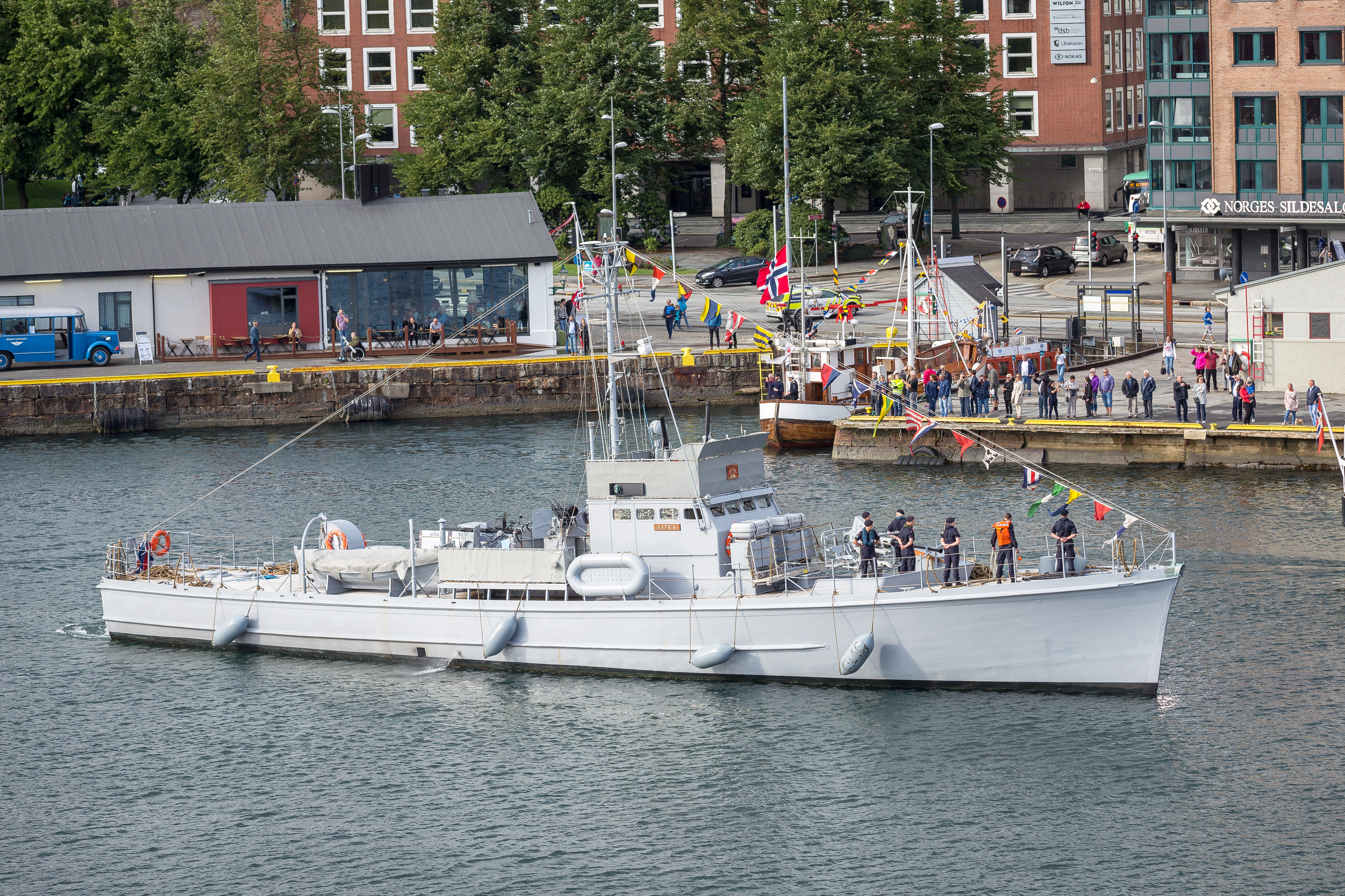
Le Hitra en 2018.

Durant la Seconde Guerre mondiale, 17 ont été perdus. Malgré le grand nombre de bâtiments lancés aucun n'a été crédité d'une destruction de navire ennemi.
Entre 1942 et 1943, huit unités ont été converties en canonnière connu sous le nom de PGM-1-class motor gunboat. Beaucoup d'autres ont servi de patrouilleur côtier ou de dragueur de mines côtiers.
L'armement a été varié selon l'utilisation après leur reclassification.

### Unités françaises
Cinquante unités furent transférées à la France sous pavillon FNFL en 1944 :
- SC-497 (CH-96), SC-498 (CH-142),
- SC-503 (CH-112), SC-506 (CH-113), SC-507 (CH-85), SC-508 (CH-95) [2],
- SC-515 (CH-121), SC-516 (CH-81), SC-517 (CH-82), SC-519 (CH-83),
- SC-522 (CH-111), SC-524 (CH-101), SC-525 (CH-102), SC-526 (CH-114), SC-529 (CH-84),
- SC-530 (CH-115), SC-532 (CH-103), SC-533 (CH-104), SC-534 (CH-122), SC-535 (CH-143),
- SC-638 (CH-116), SC-639 (CH-93), SC-649 (CH-91), SC-651 (CH-135), SC-655 (CH-144),
- SC-666 (CH-134), SC-676 (CH-105),
- SC-690 (CH-106), SC-691 (CH-132) [3], SC-692 (CH-131), SC-693 (CH-107), SC-695 (CH-133), SC-697 (CH-92),
- SC-770 (CH-141), SC-771 (CH-124), SC-977 (CH-94), SC-978 (CH-145), SC-979 (CH-146),
- SC-1029 (CH-123), SC-1030 (CH-136), SC-1043 (CH-125), SC-1044 (CH-126),
- SC-1331 (CH-6), SC-1336 (CH-51), SC-1337 (CH-71),
- SC-1344 (CH-62), SC-1345 (CH-61), SC-1346 (CH-72), SC-1359 (CH-5).

### Survivant
Le HNoMS Hitra (ex-USS SC-718) est préservé au Royal Norwegian Navy Museum.